# Ulrich Matthes
Ulrich Matthes (Berlin, 1959. május 9.) német színész.

## Pályafutása
Berlinben tanulta a színészmesterséget Else Bongerstől. A 2004-ben bemutatott A bukás – Hitler utolsó napjai című filmben Joseph Goebbelst alakította. Az abban az évben készült A kilencedik nap című filmben Henri Kremert játszotta, egy katolikus papot, akit a dachaui koncentrációs táborba zártak. A nagy füzetben az ikrek apját alakította.

## Filmjei
- Derrick, tévésorozat (1987-1997)
- A gyilkos és gyermeke (1995)
- A Nikolai-templom (1995)
- Az 'Öreg', tévésorozat (1997)
- Téli alvók (1997)
- A rendőrség száma 110, tévésorozat (1997-1999)
- Tűzlovas (1998)
- Aimée és Jaguár (1999)
- Brecht utolsó nyara (2000)
- Két férfi, egy eset, tévésorozat (2000)
- A kilencedik nap (2004)
- A bukás – Hitler utolsó napjai (2004)
- A láthatatlan nő (2011)
- A hajnali tenger (2011)
- Tetthely, tévésorozat (2011-2014)
- A nagy füzet (2013)
- Száműzve (2016)
- Intrikák hálójában (2017)
- A tengeralattjáró (Das Boot, tévésorozat, 2020)
- A feleségem története (2021)